# 蘇楚雯
蘇楚雯（葡萄牙語：Sou Cho Man，1997年7月—），澳門武術運動員，曾代表澳門參加2023年世界武術錦標賽，並獲得女子自選長拳和女子自選棍術兩枚金牌及女子對練一枚銅牌，並於2023年在世界武博運動會取得第二名的佳績。她在杭州亚运会中獲得女子长拳项目赛事第五名。